# 美男子
美男子（びなんし、びだんし）または美男（びなん、びだん）は、顔立ちが美しい男性を指す言葉である。年少者であれば美少年と呼ばれる。現代の日本語では俗語のイケメンがある。美男の対となる言葉には美女がある。
ヒトの顔には性別によって平均的に現れる特徴がある。デイビッド・ペレットは、コンピュータによって平均的な男女の顔を作成し、さらにそれぞれの顔に性別による特徴を段階的に補正して「女らしい女」「男らしい女」といった複数の画像を作成し、最も魅力的に見える顔を被験者に選択してもらう実験を行った。
実験の結果、女性の場合は平均的な画像に女性らしさを強調した画像が好まれたが、男性の場合は平均的な男性像を中性化した画像が最も好まれた。結果として優しい顔立ちの男性が好まれる理由として、男女間の性差を最小限にする選択圧が働くこと、優しい顔立ちのほうが若く見えることがあげられるという。

## 類義語
美青年
美形の青年。
二枚目

関西歌舞伎の看板において、二枚目の看板には美男が掲示されるのが定番となっていたため、それが美男を示す言葉として定着した。ちなみに一枚目は主役、三枚目にはギャグメーカーが掲示される。
美形

美形という言葉は顔立ちが美しい男女ともに呼称され、顔立ちが中性的な美しさを持つ人に対して呼称される傾向がある。中性的な印象を受けやすい言葉。
美丈夫（びじょうぶ）
容姿が美しく立派な男。
イケメン

優れた容姿の男性、特に美しい顔立ちの男性のことを指す現代の俗語。「イケてる」と「メン（顔を意味する「面」）」を掛け合せたもの。マスメディアなどの影響により、上記の類語よりも気軽に用いられたため、2000年代以降世代を超えて一般に広く普及している。軽く広く普及したため、本来の意味よりもハードルは下がっている。
好男子（こうだんし）
顔立ちが美しい男。好感の持てる男。
男前
腕前や一人前のように、特定の言葉を強調する意味を持つ「前」をつけた言葉。
ハンサム
男子の顔だちの良いさま。英語の「handsome」からの借用語。ハンサムの語源は、「hand（手）」+「some（形容詞を作る接尾辞）」で、「手ごろな」「扱いやすい」という用例に始まり、16世紀後半には、「ちょうどよい大きさの」「見栄えのよい」という意味での用例が確認される。ただし、特に米語（アメリカ英語）ではhandsomeの語の適用範囲は日本語よりもかなり広い。